# Gunnel Vallquist
Gunnel Vallquist (Estocolmo, 19 de junio de 1918 - 11 de enero de 2016) fue una escritora y traductora sueca. 

## Biografía
Nació en Estocolmo y fue elegida miembro de la Academia Sueca en 1982, ocupó el sillón número 13 hasta su muerte en 2016. Vallquist era miembro de la Iglesia Católica y escribió varios ensayos sobre la religión católica en la época contemporánea, entre ellos informes del Concilio Vaticano II. Tradujo, entre otras, la novela en siete partes En busca del tiempo perdido de Marcel Proust al sueco (1965–1982). También recibió el Litteris et artibus, medalla al mérito por sus aportaciones a la literatura.

## Obras[6]
- Något att leva för (1956)
- Giorgio La Pira: borgmästare och profet (1957)
- Ett bländande mörker (1958)
- Till dess dagen gryr: anteckningar 1950–1958 (1959)
- Vägar till Gud (1960)
- Den oförstådda kärleken (1961)
- Helgonens svar (1963)
- Dagbok från Rom. D. 1, Journalistminnen från Vatikankonciliet (1964)
- Dagbok från Rom. D. 2, Reformation i Vatikanen? (1964)
- Dagbok från Rom. D. 3, Kyrkligt, världsligt, kvinnligt (1965)
- Dagbok från Rom. D. 4, Uppbrott (1966)
- Kyrkor i uppbrott (1968)
- Interkommunion?: synpunkter på en kristen livsfråga (1969)
- Följeslagare (1975)
- Morgon och afton (1976)
- Sökare och siare: essayer (1982)
- Anders Österling: inträdestal i Svenska akademien (1982)
- Steg på vägen (1983)
- Notiser om Franska akademien (1985)
- Helena Nyblom (1987)
- Den romerske kuries metoder (1993)
- Katolska läroår: Uppsala-Paris-Rom (1995)
- Vad väntar vi egentligen på? : texter om kristen enhet 1968–2002
- Guds ord till människorna : skrift och tradition enligt Dei Verbum (2007); co-authors: Rainer Carls & Birger Olsson
- Texter i urval (2008)
- Herre, låt mig få brinna: anteckningar 1950–1958 (2009)

### Traducciones
- Georges Bernanos: Den våldtagna (Nouvelle histoire de Mouchette) (Norlin, 1948)
- René Descartes: Descartes (i urval och med inledning av Paul Valéry, Bonnier, 1950)
- Georges Simenon: (Mon ami Maigret) (Bonnier, 1952)
- Marguerite Yourcenar: Kejsar Hadrianus' minnen (Memorias de Adriano) (Forum, 1953)
- Simone Weil: Att slå rot (Echar raíces) (Bonnier, 1955)
- Marcel Proust: På spaning efter den tid som flytt (En busca del tiempo perdido) (Bonnier, 1964–1982)
- Paul Claudel: Korsets väg (Le chemin de la croix) (översatt tillsammans med Olov Hartman, Proprius, 1983)
- Isak Syriern: Andliga tal (Proprius, 1992)